# Patagonophorus
Patagonophorus là một chi bướm đêm thuộc họ Pterophoridae.

## Các loài
- Patagonophorus murinus Gielis, 1991